# Comitatul Worcester, Massachusetts
Comitatul Worcester (în engleză Worcester County) este un comitat din statul Massachusetts, Statele Unite ale Americii. La recensământul din 2020, populația era de 862.111, ceea ce îl face al doilea cel mai populat comitat din Massachusetts. Este, de asemenea, cel mai mare comitat din Massachusetts ca suprafață geografică. Cel mai mare oraș și reședința tradițională a comitatului este Worcester. Comitatul Worcester face parte din zona metropolitană Worcester, MA–CT și din zona statistică combinată Boston-Worcester-Providence.

## Demografie
|  | Graficele sunt indisponibile din cauza unor probleme tehnice. Mai multe informații se găsesc la Phabricator și la wiki-ul MediaWiki. |

Date: Wikidata - grafică realizată de Wikipedia
1. ↑  „Find a County”. National Association of Counties. Arhivat din original la 31 mai 2011. Accesat în 7 iunie 2011.